# Scotoecus hirundo
Scotoecus hirundo is een zoogdier uit de familie van de gladneuzen (Vespertilionidae). De wetenschappelijke naam van de soort werd voor het eerst geldig gepubliceerd door de Winton in 1899.

## Voorkomen
De soort komt voor van Senegal tot Ethiopië.